# Паскаль Плов'є
Паскаль Плов'є (фр. Pascal Plovie, нар. 7 травня 1965, Брюгге) — бельгійський футболіст, що грав на позиції захисника. Виступав за «Брюгге» та «Антверпен», а також національну збірну Бельгії.

## Клубна кар'єра
Вихованець клубу «Брюгге» з рідного міста. 31 серпня 1985 року дебютував за першу команду в матчі чемпіонату проти «Моленбека» (4:1) і загалом взяв участь у 3 матчах чемпіонату і став володарем кубка країни. Втім через високу конкуренцію Плов'є змушений був покинути клуб і протягом 1986—1988 років захищав кольори «Антверпена», де з другого сезону був основним гравцем.
У 1988 році Паскаль повернувся в «Брюгге» вже як гравець основи. З командою він тричі виграв чемпіонат і стільки ж разів став володарем національного кубка. Втім з середини 1990-х Плов'є знову регулярно опинявся на лаві запасних, програвши конкуренцію місцем молодшим. В результаті 1996 року Паскаль повернувся до «Антверпена», де провів ще два сезони, але теж основним гравцем не був. У 1998 році клуб посів останнє місце в турнірній таблиці і вилетів з вищого дивізіону, після цього Плов'є вирішив завершити свою професійну кар'єру гравця. Надалі працював у структурі «Брюгге».

## Виступи за збірну
11 листопада 1987 року дебютував в офіційних матчах у складі національної збірної Бельгії в грі відбору на Євро-1988 проти Люксембургу (3:0).
У складі збірної був учасником чемпіонату світу 1990 року в Італії. На турнірі він зіграв у одному матчі проти збірної Іспанії (1:2)
Загалом протягом кар'єри у національній команді провів у її формі 5 матчів.

## Титули і досягнення
- Чемпіон Бельгії (3):

«Брюгге»: 1989/90, 1991/92, 1995/96
- Володар Кубка Бельгії (4):

«Брюгге»: 1985/86, 1990/91, 1994/95, 1995/96
- Володар Суперкубка Бельгії (5):

«Брюгге»: 1988, 1990, 1991, 1992, 1994